# 男の自画像
『男の自画像』（おとこのじがぞう）は、柳沢きみおの漫画。『ビッグコミック』（小学館）に1986年4月から1988年10月まで連載された。
6年前にプロ野球選手を辞めた主人公・並木雄二が、現役投手として復帰し、再び引退するまでの道のりを描く。

## あらすじ
並木雄二はプロ野球球団「東京セネタース（戦前に実在していた同名球団とは無関係）」に所属していた元プロ野球選手。7年間の現役時代は切れ味鋭いシュートを武器に活躍したが、投げすぎが原因で右肘を痛め退団。その後は普通の会社員となり、物足りない毎日を送っていたが、現役投手としてマウンドで球を投げて打たれるという夢を見てしまう。6年後、36歳になった並木はかつて同じセネタースに所属していた益山と再会し、現役時代の思い出を語り合うようになる。ある日、並木は益山に、いつも見ている夢について話した。その夢を見続ける原因は未だに自分が現役でいるつもりだからでは、と益山が答えたことで、並木は自分の気持ちに気づき、燃え尽きるために現役復帰することを決意する。
並木は会社に辞表を出し、益山と練習を重ね、シュートに代わる決め球「ナックル・ボール」を体得すべく、努力を続けるが、現役復帰への道は遠い……。

## 登場人物
並木 雄二（なみき ゆうじ）
主人公。元東京セネタース投手。36歳。現役選手復帰を目指す。現役時代の経歴は、新潟大学からノンプロ新和興業を経て1972年ドラフト4位で入団。1975年に10勝4敗8セーブ、1976年は13勝10敗2セーブで主力投手となるが、1977年後半に右肘を痛め、1979年オフに自由契約。
陽子（ようこ）
並木の妻。元スチュワーデス。並木が野球選手を引退してからは冷たい関係が続いている。並木が会社に辞表を出すと、子供2人を連れ、実家へ行く。
益山（ますやま）
並木の友人。元東京セネタース捕手。引退後はやきとり屋「くし屋」を経営し、並木の現役復帰を後押しするが、妻に逃げられ、店も赤字となったことから閉店し田舎に帰る。「そこでも小さな店を開き、なんとかやっている」と、プロで再び活躍した並木に、年賀状で近況を伝えた。
相沢 晴江（あいざわ はるえ）
並木の愛人。初登場時は27歳。陽子以上に並木を愛している。しかし、並木との思いのすれ違いから別れることに。
栄一（えいいち）
並木の子ども。
大河内 和成（おおこうち かずなり）
広島カープにいた元選手、退団後はヤクザの道に。登場時は30歳。偶然出会った益山に声をかけられ、並木とも再会。現役復帰を応援するが、抗争で鉄砲玉に指名され、死亡。
ゆかり
益山の店に客で来るホステス。酔っては益山に絡むが、実は惚れていた。
加賀 文明（かが ふみあき）
運送会社の運転手。高校2年生で結婚し、3人の子持ち。阪急ブレーブスにドラフト指名されたこともあり、強打者の素質があるが、大のプロ野球嫌い。復活に向けて練習する並木と出会い、一対一の勝負で賭けることになる。父の死に際の言葉でプロを目指す。
由良 直次（ゆら なおじ）
大河内の舎弟。登場時19歳。両親を交通事故で失ったことから非行に走り、大河内を兄のように慕っていた。
順子（じゅんこ）
大河内の女だったが、大河内の死後、並木が面倒をみる。やがて、並木の新しい愛人になる。
木崎（きざき）
東京セネタースのコーチ。並木の復帰を邪魔する。
森
西武ライオンズ監督。実在の人物。世評では人情味に欠け、人気もないとされているが、練習中の並木の投球と努力を目にして、ライオンズへ迎え入れようとする。

## 書誌情報
- 小学館ビッグコミックス 全6巻
  - 第1巻 決意編 ISBN 4-09-181231-7
  - 第2巻 挑戦編 ISBN 4-09-181232-5
  - 第3巻 熱闘編 ISBN 4-09-181233-3
  - 第4巻 一軍編 ISBN 4-09-181234-1
  - 第5巻 激投編 ISBN 4-09-181235-X
  - 第6巻 最終編 ISBN 4-09-181236-8